# Michael Cowley
Michael Joseph Mike Cowley (Cúmbria, 8 de novembro de 1941) é um ex-ciclista britânico que competiu representando o Reino Unido em duas provas nos Jogos Olímpicos de 1964.